# PrivatBank
PrivatBank A.T. (in ucraino ПриватБанк?, PryvatBank) è un'azienda pubblica, interamente controllata dal governo ucraino, attiva nel settore bancario. Per numero di clienti, valore di beni e portafoglio crediti si tratta della più grande banca ucraina.
Nel mese di marzo 2014 viene nominata come "Miglior banca ucraina del 2014" dalla rivista americana Global finance, mentre la rivista britannica The Banker nel mese di novembre 2013 la nomina "Banca dell'anno 2013 per l'Ucraina.
Nel 2013 l'utile netto di PrivatBank era pari a 621.232.000 ₴ aumentato di 2,3 volte rispetto al 2012, superiore al 20% del profitto totale del sistema bancario ucraino.
PrivatBank è fornitrice di servizi per 2,4 milioni di pensionati in Ucraina, 3,4 milioni di persone utilizzano le carte di credito di PrivatBank per ricevere il loro stipendio, 1 milioni di studenti riceve l'indennità di formazione attraverso PrivatBank.
L'infrastruttura della banca in Ucraina include: 6.975 bancomat; 2.228 terminali di pagamento; 35.486 POS, 3.303 filiali e uffici.
In media ogni giorno 1,5 milioni di persone utilizzano i servizi di PrivatBank.

## Storia
PrivatBank è una delle prime banche private con sede in Ucraina.
La decisione di fondare PrivatBank fu presa durante una riunione dei suoi fondatori il 7 febbraio 1992.
È stata la prima banca in Ucraina ad introdurre carte di credito e bancomat.
Nel 1996 PrivatBank diventa membro a pieno titolo di Visa International Service Association, avviando l'emissione di carte di credito su larga scala.
Nel 1997 PrivatBank ottiene la dichiarazione di rating dall'agenzia di rating internazionale Thomson Bankwatch e diventa membro a pieno titolo di Europay International.
Nel 1998 ottiene la dichiarazione di rating dall'agenzia di rating Fitch Ratings.
Nel 1999 apre la sua prima filiale estera a Nicosia, Cipro.
Nell'aprile del 2002 un rappresentante di PrivatBank viene scelto per far parte del consiglio di amministrazione di Visa CEMEA (Europa centrale, Medio Oriente, Europa orientale e Africa).
Nell'agosto del 2016 la filiale italiana fu chiusa da Bankitalia per violazioni della normativa sull'antiriciclaggio.
Nel dicembre 2016 la banca è stata nazionalizzata dal governo ucraino.

## Società controllate
PrivatBank possiede le seguenti filiali: Privatbank Cipro (Cipro ), MoscomPrivatBank (Russia), AS Privatbank (Lettonia), TaoPrivatBank (Georgia). e l'AS Privatbank (Portogallo).
Inoltre, ha uffici e agenzie filiali in 12 paesi, tra cui Italia, Regno Unito e Repubblica popolare cinese.
Il 16 agosto del 2007, il nome della società lettone di PrivatBank, è stata ufficialmente cambiata in AS PrivatBank come parte di una strategia per rafforzare il riconoscimento del marchio regionale del gruppo bancario.